# Oberwil im Simmental
Oberwil im Simmental é uma comuna da Suíça, no Cantão Berna, com cerca de 844 habitantes. Estende-se por uma área de 46,09 km², de densidade populacional de 18 hab/km². Confina com as seguintes comunas: Boltigen, Därstetten, Diemtigen, Guggisberg, Plaffeien (FR), Rüschegg.
A língua oficial nesta comuna é o Alemão.